# Hemisorghum venustum
Hemisorghum venustum är en gräsart som först beskrevs av George Henry Kendrick Thwaites, och fick sitt nu gällande namn av Clayton. Hemisorghum venustum ingår i släktet Hemisorghum och familjen gräs. Inga underarter finns listade i Catalogue of Life.